# 拉帕爾 (印第安納州)
拉帕爾（英語：Lapel）是一個位於美國印第安納州麥迪遜縣的城鎮。

## 人口
根據2010年美國人口普查的數據，拉帕爾的面積為26.85平方千米，當中陸地面積為26.85平方千米，而水域面積為0.00平方千米。當地共有人口2068人，而人口密度為每平方千米77人。